# Vasilij Artěmjev
Vasilij Grigorjevič Artěmjev (rusky Василий Григорьевич Артемьев, * 24. července 1987 Moskva) je bývalý ruský ragbista, který hrál jako křídlo a zadák. Stal se prvním ruským hráčem, který si zahrál nejvyšší anglickou ligu. Za Rusko odehrál 98 zápasů a připsal si 170 bodů (2009–2022). Zúčastnil se MS 2011 a MS 2019. Na svém druhém světovém šampionátu byl kapitánem. Odehrál také 32 zápasů za sedmičkovou reprezentaci.
Před hraním v ruské lize studoval práva v Irsku. Zahrál si za irskou reprezentaci do 19 let. Na klubové úrovni vyhrál třikrát ruskou ligu (2009, 2010, 2015) a čtyřikrát Ruský pohár (2010, 2015, 2018, 2019). V sezoně 2013/14 byl součástí vítězného týmu nejvyšší anglické ligy.

## Klubová kariéra
- 2008–2011 VVA Podmoskovje
- 2011–2013 Northampton Saints
- 2014–2019 Krasnyj Jar
- 2019–2022 CSKA Moskva